# US Open 1988
Lo US Open 1988 è stata la 108ª edizione dello US Open e quarta prova stagionale dello Slam.Si è disputato dal 29 agosto all'11 settembre 1988 al USTA Billie Jean King National Tennis Center in Flushing Meadows di New York negli Stati Uniti. 
Il singolare maschile è stato vinto dallo svedese Mats Wilander, che si è imposto sul ceco Ivan Lendl in cinque set col punteggio di 6–4, 4–6, 6–3, 5–7, 6–4. Il singolare femminile è stato vinto dalla tedesca Steffi Graf, che ha battuto in finale in tre set l'argentina Gabriela Sabatini. 
Nel doppio maschile si sono imposti Sergio Casal e Emilio Sánchez Vicario. Nel doppio femminile hanno trionfato Gigi Fernández e Robin White. 
Nel doppio misto la vittoria è andata a Jana Novotná, in coppia con Jim Pugh.

## Seniors

### Singolare maschile
Mats Wilander ha battuto in finale  Ivan Lendl con il punteggio di 6–4, 4–6, 6–3, 5–7, 6–4.
- La finale del singolare maschile durata 4 ore e 55 minuti è stata la più lunga dell'era open.
- Wilander è stato l'unico giocatore dal 1974 (Jimmy Connors) a vincere 3 titoli dello Slam in una stagione. È stato il 1° US Open per Wilander e il suo 7º (e ultimo) titolo del Grande Slam.

### Singolare femminile
Steffi Graf ha battuto in finale  Gabriela Sabatini con il punteggio di 6–3, 3–6, 6–1.
- Vincendo questo titolo Steffi Graf è diventata la 2ª donna dell'era open a completare il Grande Slam.
- Steffi Graf è l'unica giocatrice ad aver ottenuto il Grande Slam d'Oro.
- È stato il 1° US Open per Steffi Graf, il suo 5º titolo del Grande Slam.

### Doppio maschile
Sergio Casal /  Emilio Sánchez Vicario hanno vinto la finale contro  Rick Leach /  Jim Pugh per walkover.

### Doppio femminile
Gigi Fernández /  Robin White hanno battuto in finale  Patty Fendick /  Jill Hetherington con il punteggio di 6–4, 6–1.

### Doppio misto
Jana Novotná /  Jim Pugh hanno battuto in finale  Elizabeth Sayers Smylie /  Patrick McEnroe con il punteggio di 7–5, 6–3.

## Juniors

### Singolare ragazzi
Nicolás Pereira ha battuto in finale  Nicklas Kulti con il punteggio di 6–1, 6–2.

### Singolare ragazze
Carrie Cunningham ha battuto in finale  Rachel McQuillan con il punteggio di 7–5, 6–3.